# Lake Almanor Country Club
Lake Almanor Country Club és una concentració de població designada pel cens dels Estats Units a l'estat de Califòrnia. Segons el cens del 2000 tenia 847 habitants.

## Demografia
Segons el cens del 2000, Lake Almanor Country Club tenia 847 habitants, 399 habitatges, i 314 famílies. La densitat de població era de 118,1 habitants/km².
Dels 399 habitatges en un 12% hi vivien nens de menys de 18 anys, en un 74,4% hi vivien parelles casades, en un 2,3% dones solteres, i en un 21,1% no eren unitats familiars. En el 16,5% dels habitatges hi vivien persones soles el 8,3% de les quals corresponia a persones de 65 anys o més que vivien soles. El nombre mitjà de persones vivint en cada habitatge era de 2,12 i el nombre mitjà de persones que vivien en cada família era de 2,34.
Per edats la població es repartia de la següent manera: un 11,9% tenia menys de 18 anys, un 2,1% entre 18 i 24, un 10,2% entre 25 i 44, un 39,3% de 45 a 60 i un 36,5% 65 anys o més.
L'edat mediana era de 60 anys. Per cada 100 dones de 18 o més anys hi havia 101,1 homes.
La renda mediana per habitatge era de 46.643 $ i la renda mediana per família de 50.855 $. Els homes tenien una renda mediana de 46.071 $ mentre que les dones 23.214 $. La renda per capita de la població era de 28.722 $. Entorn del 6,2% de les famílies i l'11,3% de la població estaven per davall del llindar de pobresa.

## Poblacions més properes
El següent diagrama mostra les poblacions més properes.